# Борофен

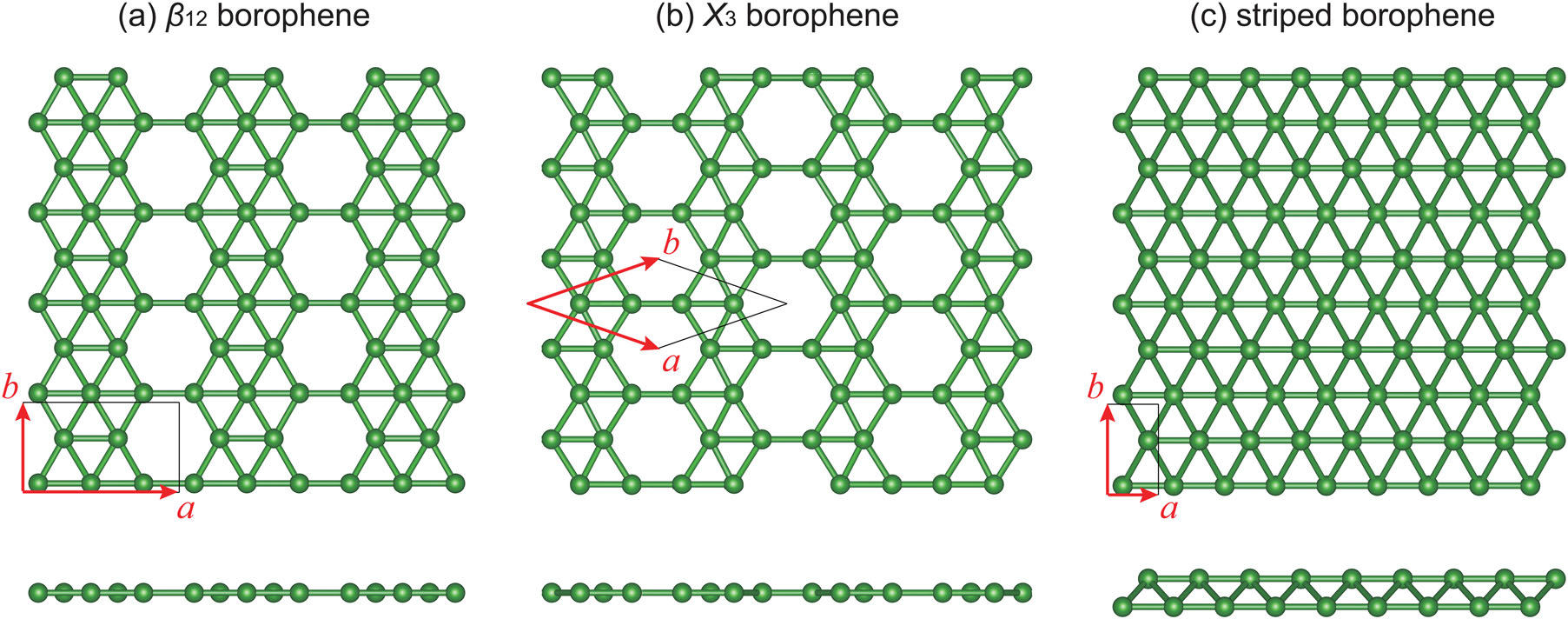
Кристаллические решётки трёх борофенов, полученных экспериментально: β_{12}-борофен, χ_{3}-борофен и ещё одна, неплоская форма борофена, иногда называемая 2-Pmmn-борофеном. Четвёртая полученная экспериментально форма борофена имеет такую же решётку, что и графен.

Борофен — двумерный кристалл, состоящий только из атомов бора. Атомная структура борофенов состоит из треугольных и шестиугольных ячеек. Борофены синтезируют на чистых металлических поверхностях в условиях сверхвысокого вакуума.

## История
Существование борофена было предсказано теорией в середине 1990-х годов. Первые полученные структуры борофена были подтверждены в 2015 году. По состоянию на 2022 год экспериментально получены четыре формы борофена, многие другие формы — предсказаны теоретически.

## Свойства

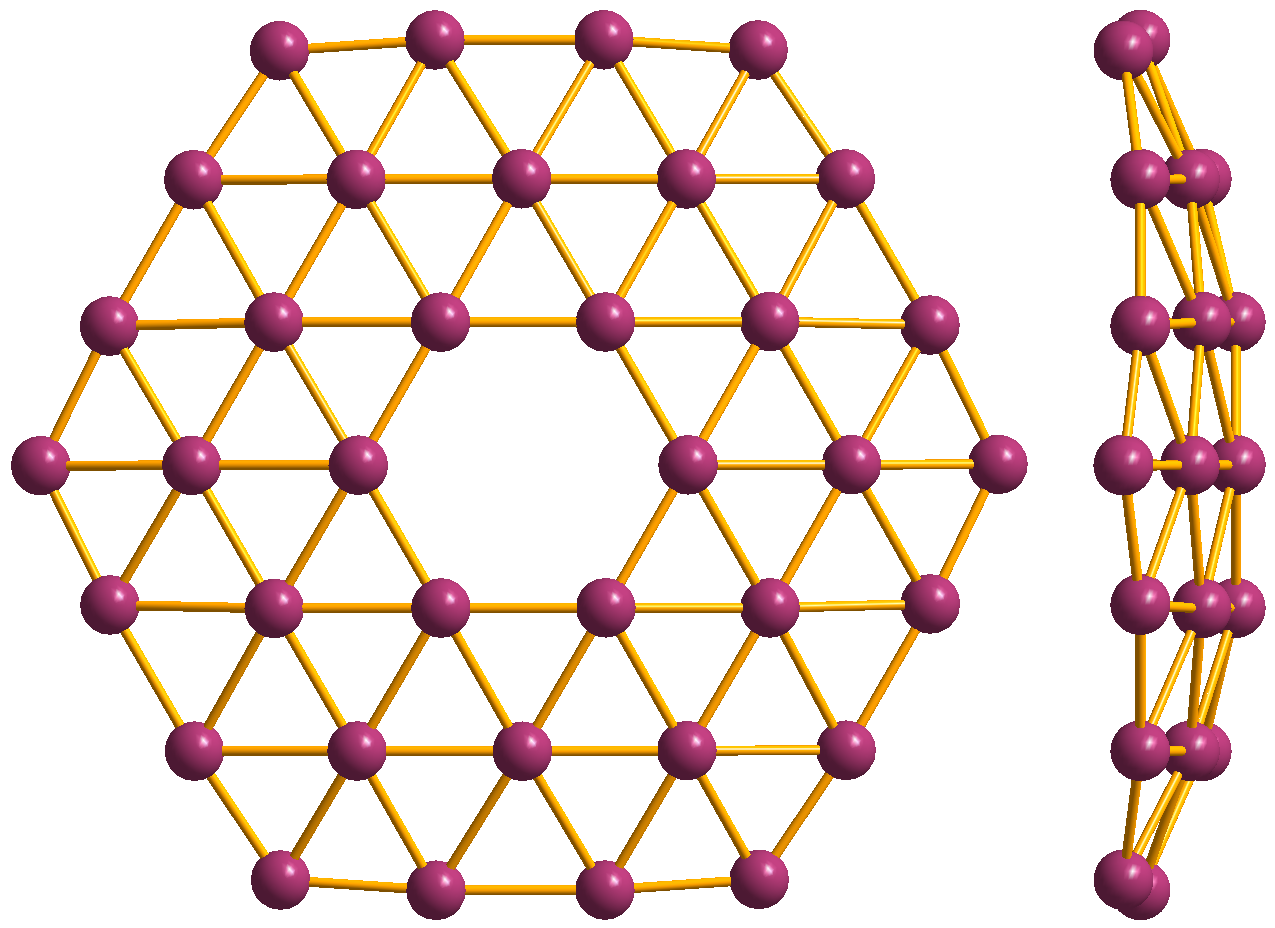
Кластер B_{36}, вид спереди и сбоку

Борофены обладают высокой плоскостной эластичностью и феноменальной прочностью. Он может быть прочнее графена и в некоторых конфигурациях более гибким.
Борные нанотрубки имеют более высокий двумерный модуль Юнга, чем любые другие известные углеродные и неуглеродные наноструктуры. Из-за особенностей своей структуры при растяжении в плоскости борофены претерпевают новый структурный фазовый переход. Борофен имеет потенциал в качестве анодного материала для батарей благодаря высокой теоретической удельной ёмкости, электронной проводимости и свойствам переноса ионов. Водород легко адсорбируется борофеном, имеет потенциал для хранения водорода — более 15 % его веса. Борофен может катализировать расщепление молекулярного водорода на ионы водорода и восстанавливать воду.